# Aplochlora pseudossa
Aplochlora pseudossa är en fjärilsart som beskrevs av Louis Beethoven Prout 1932. Aplochlora pseudossa ingår i släktet Aplochlora och familjen mätare. Inga underarter finns listade i Catalogue of Life.